# 山崎巧
山崎巧（日语：／ Yamazaki Takumi，1964年4月14日—）為日本男性聲優，本名为山崎功。出身於東京都。Baobab學園（現：Visual space俳優養成所）4期生，加入過Production baobab，現在是T.S.P代表。

## 演出
粗體字表示主要角色。

### 電視動畫
1992年
- 黑色推銷員

1993年
- 家有賤狗
- 南國少年奇小邪（高松博士）

1994年
- 機動武鬥傳G鋼彈（喬治·迪·桑德）
- 魔法騎士雷阿斯（菲利歐）

1995年
- 可愛巧虎島（桃樂比）

1996年
- 機動新世紀鋼彈X（羅比·羅伊）
- 忍者亂太郎（小松田秀作、鉢屋三郎、風鬼）

1997年
- 金田一少年事件簿（真壁誠）
- 烈火之炎（羽毛丸）

1999年
- AD戰警（日语：A.D.POLICE）（漢斯．克萊夫）
- 反斗小王子（電報八郎、星野的爸爸〈第1代〉、金太郎的爸爸）

2001年
- 犬夜叉（獸郎丸、影郎丸）
- 超能奇兵（君島邦彥）

2003年
- 明日之星娜佳（亞維爾‧蓋格）

2004年
- 絢爛舞踏祭（阿奇里斯．波蘭伍德）

2005年
- 高機動交響曲GPO（芝村英吏）
- 怪醫黑傑克（記者）
- 哆啦A夢(水田山葵版)（小夫的表哥）

2006年
- 天使心（倉橋克己）
- 史上最強弟子兼一（新島春男）
- 銀魂（河上萬齋）

2008年
- 隱王（野分英生）

2010年
- 熱拳本色1 影道篇（白虎）
- 咎狗之血（ナノ）

2011年
- Fate/Zero（肯尼斯·艾梅洛·亞奇伯）
- 銀魂'（河上萬齋）
- 名偵探柯南（可兒豐）

2012年
- 可愛巧虎島（桃樂比）
- 冰菓（尾道老師）
- Fate/Zero 第二季（肯尼斯·艾梅洛·亞奇伯）

2013年
- 玉子市場（迪拉·莫茨馬之〈鳥〉）

2014年
- 航海王（勘十郎、火前坊）

2015年
- Go！Princess 光之美少女（波羅羅·波安努）
- 聖鬥士星矢 黃金魂 -soul of gold-（白羊座 穆）

2016年
- 银魂°（河上萬齊）
- 龍族拼圖X（蜥蜴）

2017年
- 銀魂.（河上萬齊）
- Princess Principal（大佐）

2019年
- 鬼滅之刃（天王寺松衛門[2]）
- 艾梅洛閣下II世事件簿 -魔眼蒐集列車 Grace note-（肯尼斯·艾梅洛·亞奇伯）

2020年
- 怕痛的我，把防禦力點滿就對了（絕德[3]）
- 鬼太郎第6季（吸血鬼丕）

2021年
- 名偵探柯南（微笑探戈）
- 暗黑企業的迷宮（豬教官）
- 鬼滅之刃 遊郭篇（鎹鴉）
- 艾梅洛閣下II世事件簿 -魔眼蒐集列車 Grace note- 特別篇（肯尼斯·艾梅洛·亞奇伯）

2022年
- 數碼寶貝幽靈遊戲（阿修羅獸【慈悲型態】）
- JoJo的奇妙冒險 第六部 石之海 （盎格魯）

2023年
- 怕痛的我，把防禦力點滿就對了2（絕德[4]）

2024年
- 曾經、魔法少女和邪惡相互為敵。（薩達爾蘇德[5]）
- 神劍闖江湖－明治劍客浪漫譚－ 京都動亂（夷腕坊[6]）

2025年
- 銀魂多重宇宙動畫「3年Z班銀八老師」（河上萬齊[7]）

### 劇場版動畫
2014年
- 電影 南島的小迪拉（迪拉·莫茨馬之）

2021年
- Princess Principal Crown Handler 第1章（大佐）
- Princess Principal Crown Handler 第2章（大佐）

2023年
- Princess Principal Crown Handler 第3章（大佐）

2025年
- Princess Principal Crown Handler 第4章（大佐[8]）

### 遊戲
- 咎狗之血（ナノ）
- 魔法氣泡（雷姆雷斯、あくま）
- Only you リベルクルス(フォスカー・ワール・ユゲルリグ)

### 外語動畫配音
- 雞與牛（雞）
- 南方公園
- 唐老鴨俱樂部（布萊克）

### 音響監督
- 龍之子動物劇場（日语：たちゅまる劇場）

## 外部連結
- （日語） 有限会社TSP * Voice *